# Sông An Hòa
Sông An Hòa còn gọi là Hậu Hộ Thành hà thuộc hệ thống Hộ Thành hà là dòng kênh nhân tạo chạy dọc phía bắc Kinh thành Huế được đào năm 1805 dưới thời Gia Long.

## Đặc điểm
Sông An Hòa dài khoảng 2,8 km nối liền với sông Kẻ Vạn (Hữu Hộ Thành hà) và đổ vào sông Hương ở Bao Vinh.
Sông được đào năm 1805 dưới thời vua Gia Long. Đập Hậu xây dựng sau đó trong thời thuộc Pháp chắn ngang dòng An Hòa.